# Potencjał postsynaptyczny hamujący
Postsynaptyczny potencjał hamujący (ang. inhibitory postsynaptic potential, IPSP) – kierujący w stronę hiperpolaryzacji potencjał stopniowany wywołany bodźcem odebranym zazwyczaj przez dendryty i ciało komórki. Stan ten może zostać osiągnięty m.in. poprzez otwieranie kanałów chlorkowych wynikające z działania neurotransmitera hamującego – kwasu gamma-aminomasłowego (w skrócie GABA).
Przeciwieństwem postsynaptycznego potencjału hamującego jest postysnaptyczny potencjał pobudzający który prowadzi do depolaryzacji błony neuronu.